# El verano que vivimos
El verano que vivimos és una pel·lícula espanyola dramàtica de 2020 dirigida per Carlos Sedes i protagonitzada per Blanca Suárez i Javier Rey.

## Sinopsi
Any 1998. Isabel, estudiant de periodisme, es veu obligada a realitzar les seves pràctiques en el diari d'un petit poble costaner gallec per a acabar la carrera. En arribar, vol començar com més aviat millor a investigar, a demostrar tot el que ha après per a convertir-se en una autèntica periodista. Però el lloc que li assignen és l'últim que ella esperava: l'escriptura i gestió de les esqueles que arriben a la redacció. Però això, que podria semblar en principi una cosa avorrida, es converteix en la porta a una recerca que la portarà per diferents punts de la geografia espanyola a la recerca d'una història d'amor impossible.

## Repartiment
- Blanca Suárez com Lucía Vega.
- Javier Rey com Gonzalo Medina.
- Pablo Molinero com Hernán Ibáñez.
- Carlos Cuevas com Carlos Medina.
- Guiomar Porta com Isabel.
- María Pedraza com Adela Ibáñez.
- Baladre Calvo com Mercedes.
- Manuel Morón com Evaristo.
- Antonio Durán Morris com Sebastián Fernet.
- Alfonso Agra com a Don Mauricio.
- Pedro Rudolphi com a Curro.

## Estreno
L'estrena de la pel·lícula va ser posposat en dues ocasions a causa de les conseqüències sofertes per la pandèmia del COVID-19. Finalment, es va estrenar el 4 de desembre de 2020.

## Taquilla
La pel·lícula va aconseguir recaptar 308,793 € en el seu primer cap de setmana. La pel·lícula va ser estrenada en 247 cinemes de tot Espanya. En el seu segon cap de setmana, El verano que vivimos va recaptar 159,590 € de 265 cinemes. En el seu tercer cap de setmana la pel·lícula va aconseguir 119,798 € de 330 cinemes. En el seu quart cap de setmana va fregar els 100,000 €, aconseguint 99,758 € més de 290 cinemes. En el seu cinquè cap de setmana va recaptar 70,020 € de 226 cinemes. En el seu sisè cap de setmana va aconseguir 24,942 € més de 190 cinemes. En el seu setè cap de setmana va aconseguir altres 13,925 € de 120 cinemes. En el seu vuitè cap de setmana va recaptar 5,172 € de 33 cinemes.